# Love Hurts (House M. D.)
"Love Hurts" ("El amor duele" en Argentina, "El amor hace daño" en España y "Perversión" en México) es el vigésimo episodio de la primera temporada de la serie estadounidense House. Fue estrenado el 10 de mayo de 2005 en Estados Unidos. y emitido el 11 de abril de 2006 en España.
Un joven asiático, Harvey, sufre un ACV, House se interesa por él y observa algo extraño: él y su novia practican el sadomasoquismo. House y Cameron tienen su cita juntos.

## Sinopsis

### Caso principal
Harvey Park, un joven asiático-estadounidense de 21 años, espera ser atendido en el Hospital Escuela cuando sufre un ataque frente al Dr. House quien al revisarlo ve que tiene las pupilas dilatadas, signo que ha sufrido un accidente cerebrovascular (ACV). 
La tomografía computarizada revela una isquemia y que el paciente posee una mandíbula metálica, razón por la cual no puede ser examinado mediante una resonancia magnética (IRM). House ordena entonces una angiografía para descartar la vasculitis, una EMG para neuropatía periférica, un análisis toxicológico para verificar la presencia de drogas y un ecocardiograma para descartar émbolos cardíacos.
Foreman se dirige a examinar al paciente y lo encuentra con "una amiga" de nombre Annette. Cuando empieza a hacerle preguntas sobre su historia, Annette es la que da las respuestas. Informa que los padres de Harvey murieron y que no tiene otros parientes. Foreman le pide a Harvey que sea él quien conteste las preguntas. Le cuenta que comenzó a concurrir al hospital seis meses atrás debido a que rechinaba los dientes y Annette nuevamente toma la palabra para explicar que padece afasia anómica, una afección que impide recordar los sustantivos. Por esa razón consultó a un acupuntor, que lo envió a un equilibrador de shen, quien lo mandó a un homeópata, éste a un quiropráctico, que lo remitió a un naturópata para finalmente volver al acupuntor. House criticará severamente a todos "esos charlatanes".
El único resultado anormal registrado por las pruebas es un prolapso de la válvula mitral detectado por el ecocardiograma. Foreman atribuye el ACV a esta afección (endocarditis bacteriana). Chase, en cambio, sugiere que puede tratarse de un aneurisma causado por un traumatismo y menciona que oyó un ruido al examinar su carótida izquierda. House se inclina por la idea de Foreman y ordena antibióticos y anticoagulantes.
Cuando los médicos vuelven a la habitación de Harvey encuentran que Annette está estrangulándolo. Foreman la aparta pero el enfermo insiste en que no le estaba haciendo daño. Chase percibe inmediatamente de que se trata y explica que Annette es una dominatriz a quien ya conocía. Cuddy se entera y convoca a House, Annette y a un abogado del hospital en su despacho. Annette explica que Harvey es masoquista y le gusta sentirse estrangulado y sofocado (hipoxifilia). 
House se enfada con Chase por no revelar antes que el paciente era masoquista, un dato que hace mucho más factible su hipótesis de un aneurisma en la carótida causado por las estrangulaciones. Si Harvey tiene otro ataque, pedirán una intervención quirúrgica vascular. 
Mientras, Chase está examinando al paciente cuando descubre debilidad en su brazo y mano derechos. Sigue teniendo pequeños ataques y el tratamiento para una hipotética infección causante de coágulos no resulta, así que solicitan quirófano para realizar una intervención siguiendo la hipótesis de Chase. Éste le explica a Harvey en qué va a consistir la operación pero Harvey empieza a llorar y pide la presencia de Annette.
Cuando llega Annette le ordena que se someta a la operación, pero inesperadamente Harvey muestra un camibo en su conducta y rechaza a Annette, en un estado de excitación que desemboca en otro ACV que lo lleva a un estado de coma. 
Como, antes de entrar en coma, el paciente había manifestado su negativa a ser operado, para poder realizar la intervención, y ante la falta de parientes, precisan una autorización judicial. House supone que sus padres están vivos, aunque probablemente distanciados por las tendencias sexuales de Harvey. Los encuentran y hablan por teléfono con el padre, pero éste les cuelga. House vuelve a llamar y les dice que su hijo ha muerto y que tienen que reconocer el cadáver. 
Los padres de Harvey llegan al hospital y entran en cólera al enterarse de que House les mintió acerca de la muerte de su hijo. Se entrevistan con Cuddy, House y el abogado del hospital y cuando House les tiende un formulario de consentimiento para la operación, la señora Park quiere llamar a su abogado para demandarle. Están ofendidos con su hijo porque ha humillado a la familia, y House les dice que, aún más humillante es que dejen morir a su hijo por no consentir la operación y que si lo hacen él mismo se encargará de que se sepa donde ellos viven. Al final, firman el consentimiento para la operación. 
A la mañana siguiente operan al paciente pero el cirujano no encuentra ningún aneurisma. Inician todo tipo de pruebas cuando House tiene una idea. Mientras han inspeccionado el apartamento de Harvey, Chase encontró cajas de pastillas de menta para el buen aliento. La razón es que su boca despide un horrible olor al respirar. Éste es un signo de osteomielitis fulminante (infección en el hueso), causada porque la lesión en la mandíbula no sanó con propiedad. La infección ha provocado que el fluido de sangre no llegue al cerebro. La placa de metal que lleva en la mandíbula ha ocultado el problema cuando hicieron el escáner. House le inserta una aguja y extrae pus, lo que demuestra que tiene una infección y tienen que retirarle la mandíbula.
Después, House le sugiere a Annette no continuar con sus prácticas de estrangulación de Harvey y reemplazarlas por otras formas de dominación, como enjaularlo, que médicamente es más segura. Débilmente, el enfermo pregunta si sus padres han venido a verle, pero House no contesta. 
La última escena del capítulo muestra a House mirando la foto de una pareja que no se alcanza a distinguir y oyendo la desgarradora versión de "Some devil" de Dave Matthews en el momento que dice:

Estoy quebrado, no me quiebres
cuando golpee el suelo.
Cierto diablo cierto ángel
me ha llevado hasta la médula.
Dijiste siempre y para siempre.
¡Qué tiempo largo y solitario!

### Atención clínica de rutina
En la atención clínica de rutina, que House detesta porque lo aburre la ausencia de problemas médicos complejos, atiende a una anciana que tiene dolor vaginal. House verifica que mantiene relaciones sexuales demasiado intensas y terminará interviniendo entre ella y su amante (representado por Peter Graves), otro anciano que utiliza viagra para poder "cumplir" con las demandas sexuales de su pareja.

### Relaciones entre los personajes
En el capítulo anterior House le pide a la Dra. Cameron que deje sin efecto su renuncia al hospital y ella acepta volver, con la condición de que tenga una cita con ella. Al día siguiente Cameron retorna al hospital como si nada hubiera pasado. Ambos son el comentario de la semana. Finalmente la cita se concreta.
Chase cuenta que mantuvo una vez una relación sadomasoquista con una mujer a la que le causaba placer que la quemara. Por otra parte cuenta que también conocía a la dominatriz que aparece en la historia principal, de haber compartido algunas fiestas.   

## Diagnóstico
Una osteomielitis en la mandíbula interrumpe el flujo sanguíneo al cerebro. 